# Saison 2 de Cougar Town
Chronologie
Saison 1 Saison 3
Cet article présente le guide des épisodes de la deuxième saison de la série télévisée américaine Cougar Town.

## Généralités
- Cette deuxième saison est composée de 22 épisodes.
- Au Canada, cette saison est diffusée en simultané sur Citytv[2].
- En France, lors de sa diffusion, la saison a été diffusée en deux parties.

### Synopsis
Jules Cobb, âgée de 40 ans, est agente immobilière fraîchement divorcée vivant avec son fils, Travis âgé de 17 ans, dans un quartier d'une ville de Floride, non loin de son ex-mari, Bobby un peu tête en l'air qui éprouve toujours des sentiments pour elle. Essayant de faire face aux problèmes du quotidien, elle décide de se remettre à la « chasse aux hommes » avec l'aide de ses meilleures amies : Ellie, jeune mère de famille mariée dans la quarantaine également, et Laurie, sa jeune employée écervelée de 29 ans…

## Distribution de la saison

### Acteurs principaux
- Courteney Cox (VF : Maïk Darah) : Jules Cobb
- Dan Byrd (VF : Juan Llorca) : Travis Cobb
- Busy Philipps (VF : Edwige Lemoine) : Laurie Keller
- Brian Van Holt (VF : Arnaud Arbessier) : Bobby Cobb
- Christa Miller Lawrence (VF : Brigitte Aubry) : Ellie Torres
- Josh Hopkins (VF : Maurice Decoster) : Grayson Ellis
- Ian Gomez (VF : Pierre Tessier) : Andy Torres

### Acteurs récurrents
- Carolyn Hennesy (en) (VF : Josiane Pinson) : Barbara Coman
- Spencer Locke (VF : Joséphine Ropion) : Kylie
- LaMarcus Tinker (en) (VF : Jean-Michel Vaubien) : Kevin
- Bob Clendenin (en) (VF : Éric Marchal) : Tom Gazelian
- Collette Wolfe (VF : Céline Ronté) : Kirsten

### Invités
- Jennifer Aniston (VF : Dorothée Jemma) : Glenn, spécialiste en psychanalyse canine qui brûle beaucoup d'encens et emboutit son cabriolet Mercedes dans une Volkswagen Passat en sortant d'un parking. (épisode 1)
- Ken Jenkins (VF : Richard Leblond) : Père veuf et inconsolable de Jules qui se déguise en ours pour Halloween. Guitariste à ces heures. (épisodes 6 et 19)
- Sam Lloyd (VF : Denis Boileau) : Ted Buckland, Il reprend le rôle de qu'il tenait dans la série Scrubs (épisodes 21 et 22)

## Liste des épisodes

### Épisode 1:Une journée sans Jules
- États-Unis : 22 septembre 2010 sur ABC[3]
- France : 
  - 2 février 2011 sur Orange Cinéhappy[4]
  - 9 mai 2012 sur NRJ 12
- Suisse : 24 septembre 2011 sur TSR2[5]
- Belgique : 26 octobre 2011 sur Be Séries[6]
- Québec : date inconnue sur Mlle

- États-Unis : 8,32 millions de téléspectateurs[7] (première diffusion)

- Jennifer Aniston : Glenn

### Épisode 2:Faux départ
- États-Unis : 29 septembre 2010 sur ABC
- France : 
  - 2 février 2011 sur Orange Cinéhappy[8]
  - 9 mai 2012 sur NRJ 12
- Suisse : 25 septembre 2011 sur TSR2[9]
- Belgique : date inconnue

- États-Unis : 6,97 millions de téléspectateurs[10] (première diffusion)

### Épisode 3:Chacun son bruit
- États-Unis : 6 octobre 2010 sur ABC
- France : 
  - 9 février 2011 sur Orange Cinéhappy[8]
  - 9 mai 2012 sur NRJ 12
- Suisse : 1er octobre 2011 sur TSR2[11]

- États-Unis : 7,1 millions de téléspectateurs[12] (première diffusion)

### Épisode 4:Avale le sabre
- États-Unis : 13 octobre 2010 sur ABC
- France : 9 février 2011 sur Orange Cinéhappy[8]
  - 9 mai 2012 sur NRJ 12
- Suisse : 2 octobre 2011 sur TSR2[13]

- États-Unis : 7,23 millions de téléspectateurs[14] (première diffusion)

### Épisode 5:Les Ruptures ça craint
- États-Unis : 20 octobre 2010 sur ABC
- France : 16 février 2011 sur Orange Cinéhappy[8]
  - 9 mai 2012 sur NRJ 12
- Suisse : 8 octobre 2011 sur TSR2[15]

- États-Unis : 7,38 millions de téléspectateurs[16] (première diffusion)

### Épisode 6:Papa ours et la princesse
- États-Unis : 27 octobre 2010 sur ABC
- France : 16 février 2011 sur Orange Cinéhappy[8]
  - 9 mai 2012 sur NRJ 12
- Suisse : 9 octobre 2011 sur TSR2[17]

- États-Unis : 8,16 millions de téléspectateurs[18] (première diffusion)

- Ken Jenkins : Chick

### Épisode 7:Le Cadeau parfait
- États-Unis : 3 novembre 2010 sur ABC
- France : 23 février 2011 sur Orange Cinéhappy[8]
  - 16 mai 2012 sur NRJ 12
- Suisse : 15 octobre 2011 sur TSR2[19]

- États-Unis : 7,43 millions de téléspectateurs[20] (première diffusion)

### Épisode 8:Les Parasites
- États-Unis : 17 novembre 2010 sur ABC
- France : 23 février 2011 sur Orange Cinéhappy[8]
  - 16 mai 2012 sur NRJ 12
- Suisse : 16 octobre 2011 sur TSR2[21]

- États-Unis : 7,05 millions de téléspectateurs[22] (première diffusion)

### Épisode 9:Positive attitude
- États-Unis : 24 novembre 2010 sur ABC
- France : 2 mars 2011 sur Orange Cinéhappy[8]
  - 16 mai 2012 sur NRJ 12
- Suisse : 22 octobre 2011 sur TSR2[23]

- États-Unis : 6,62 millions de téléspectateurs[24] (première diffusion)

### Épisode 10:Pour être heureux, logez-vous mieux
- États-Unis : 8 décembre 2010 sur ABC
- France : 2 mars 2011 sur Orange Cinéhappy[8]
  - 16 mai 2012 sur NRJ 12
- Suisse : 29 octobre 2011 sur TSR2[25]

- États-Unis : 6,44 millions de téléspectateurs[26] (première diffusion)

### Épisode 11:Les Tourterelles
- États-Unis : 5 janvier 2011 sur ABC
- France : 22 juin 2011 sur Orange Cinéhappy[8]
  - 16 mai 2012 sur NRJ 12
- Suisse : 30 octobre 2011 sur TSR2[27]

- États-Unis : 6,57 millions de téléspectateurs[28] (première diffusion)

### Épisode 12:L'Envahisseuse
- États-Unis : 19 janvier 2011 sur ABC
- France : 22 juin 2011 sur Orange Cinéhappy[8]
  - 16 mai 2012 sur NRJ 12
- Suisse : 5 novembre 2011 sur TSR2[29]

- États-Unis : 5,68 millions de téléspectateurs[30] (première diffusion)

### Épisode 13:Ami-test
- États-Unis : 26 janvier 2011 sur ABC
- France : 29 juin 2011 sur Orange Cinéhappy[8]
  - 23 mai 2012 sur NRJ 12
- Suisse : 6 novembre 2011 sur TSR2[31]

- États-Unis : 5,03 millions de téléspectateurs[32] (première diffusion)

### Épisode 14:Ce que femme veut…
- États-Unis : 2 février 2011 sur ABC
- France : 29 juin 2011 sur Orange Cinéhappy[8]
  - 23 mai 2012 sur NRJ 12
- Suisse : 13 novembre 2011 sur TSR2[33]

- États-Unis : 6,51 millions de téléspectateurs[34] (première diffusion)

### Épisode 15:La Malle à souvenirs
- États-Unis : 18 avril 2011 sur ABC
- France : 6 juillet 2011 sur Orange Cinéhappy[8]
  - 23 mai 2012 sur NRJ 12
- Suisse : 20 novembre 2011 sur TSR2[35]

- États-Unis : 7,88 millions de téléspectateurs[36] (première diffusion)

### Épisode 16:Prête-moi ton bébé
- États-Unis : 20 avril 2011 sur ABC
- France : 6 juillet 2011 sur Orange Cinéhappy[8]
  - 23 mai 2012 sur NRJ 12
- Suisse : 4 décembre 2011 sur TSR2[37]

- États-Unis : 6,18 millions de téléspectateurs[38] (première diffusion)

### Épisode 17:La Boulette
- États-Unis : 27 avril 2011 sur ABC
- France : 13 juillet 2011 sur Orange Cinéhappy[8]
  - 23 mai 2012 sur NRJ 12
- Suisse : 17 décembre 2011 sur TSR2[39]

- États-Unis : 5,62 millions de téléspectateurs[40] (première diffusion)

### Épisode 18:Crimes et châtiments
- États-Unis : 4 mai 2011 sur ABC
- France : 13 juillet 2011 sur Orange Cinéhappy[8]
  - 23 mai 2012 sur NRJ 12
- Suisse : 18 décembre 2011 sur TSR2[41]

- États-Unis : 5,49 millions de téléspectateurs[42] (première diffusion)

### Épisode 19:Une affaire de familles
- États-Unis : 11 mai 2011 sur ABC
- France : 20 juillet 2011 sur Orange Cinéhappy[8]
  - 30 mai 2012 sur NRJ 12
- Suisse : 7 janvier 2012 sur TSR2[43]

- États-Unis : 6,02 millions de téléspectateurs[44] (première diffusion)

### Épisode 20:Les Enfants graffiti
- États-Unis : 18 mai 2011 sur ABC
- France : 20 juillet 2011 sur Orange Cinéhappy[8]
  - 30 mai 2012 sur NRJ 12
- Suisse : date inconnue

- États-Unis : 5,23 millions de téléspectateurs[45] (première diffusion)

### Épisode 21:Aloha! (1repartie)
- États-Unis : 25 mai 2011 sur ABC[46]
- France : 27 juillet 2011 sur Orange Cinéhappy[8]
  - 30 mai 2012 sur NRJ 12

- États-Unis : 5,01 millions de téléspectateurs[47] (première diffusion)

Travis est toujours dans le bateau de son père et n'est toujours pas résolu à se reprendre en main. Ellie et Jules décide d'envoyer Laurie pour le raisonner. Erreur, il déménage à Hawaii. Comme le groupe voulait partir en vacances, ils décident de tous partir sur l'île.

### Épisode 22:Aloha! (2epartie)
- États-Unis : 25 mai 2011 sur ABC[46]
- France : 27 juillet 2011 sur Orange Cinéhappy[8]
  - 30 mai 2012 sur NRJ 12

- États-Unis : 5,01 millions de téléspectateurs[47] (première diffusion)

Laurie passe la journée avec Travis afin d'essayer de le ramener en Floride. À la fin de la journée, ils se prennent par la main, mais lorsqu'elle lui dit la vérité, il est déçu et part. Jules et Grayson tente d'éviter le sujet du bébé, en vain, ils sont en désaccord et Grayson, part. 
Bobby passe une journée mouvementée, entre les balades avec Andy et les activités sportives avec Ellie, il se sent seul malgré tout.